# 1915 en Italie
Chronologie de l'Italie
- 1911
- 1912
- 1913
- 1914
- 1915
- 1916
- 1917
- 1918
- 1919

## Événements
- 13 janvier : tremblement de terre à Avezzano. Il fait 29 980 victimes[1].

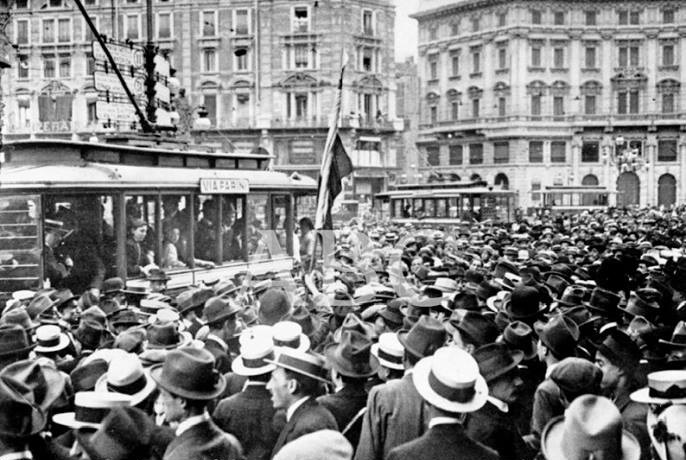
Manifestation interventionniste sur la Piazza Cordusio à Milan.

- 16 février : manifestation d’interventionnistes autour du Palais Montecitorio à Rome[2].
- 21 février : contre-manifestation organisée par les neutralistes et les socialistes à Rome. Le chef du gouvernement interdit les réunions le 26 février[2].
- 25 février : la police tire sur des contre-manifestants socialistes lors d'un rassemblement organisé au Teatro Politeama de Reggio d'Émilie par l'irrédentiste socialiste du Trentin, Cesare Battisti, qui demande que l'Italie rejoigne la Triple-Entente contre l'Autriche. Deux jeunes travailleurs sont tués et de nombreuses personnes blessées[3].

- 9 mars : le gouvernement du royaume d’Italie présente aux gouvernements de l’entente un mémorandum secret contenant les prétentions de l’Italie en échange de son intervention dans le conflit (Trentin, Tyrol du Sud, Trieste, l’Istrie et une partie de la Dalmatie)[4].

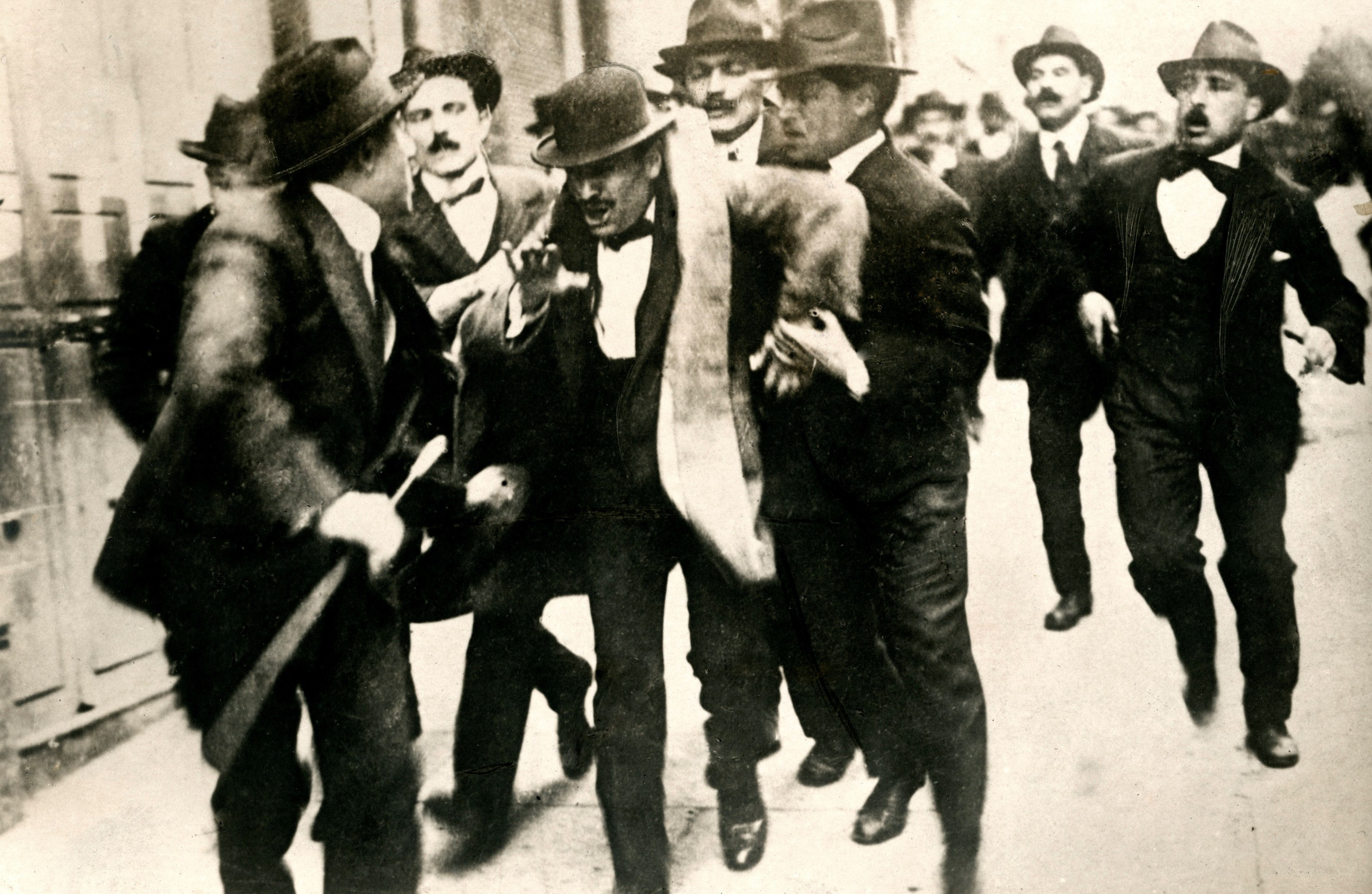
Arrestation de Mussolini.

- 12 avril : arrestation de Mussolini à Rome au sortir d'une réunion où il a demandé l'entrée en guerre de l'Italie aux côtés des Alliés. Les futuristes Jannelli, Marinetti et Settimelli sont également arrêtés[5].

- 26 avril : traité secret de Londres entre l’Entente et l'Italie qui s’engage à entrer en guerre contre les Empires centraux dans un délai d’un mois. Les Alliés acceptent les revendications du 9 mars[4].

- 3 mai : l’Italie dénonce le traité de la Triple-Alliance qui la liait aux Empires centraux[6].
- 13 mai : à la suite d’une ultime tentative de Giovanni Giolitti visant à empêcher la guerre, Antonio Salandra démissionne, laissant au roi la décision de la guerre[7]. Le roi le rappelle et le 20 mai l’assemblée accorde finalement les pleins pouvoirs au gouvernement[2].
- 14 mai : au teatro Costanzi de Rome, Gabriele D'Annunzio lance un appel nationaliste qui s’inscrit dans un vaste mouvement favorable à l’entrée en guerre de l’Italie[8].
- 23 mai : le royaume d’Italie déclare la guerre à l’Autriche-Hongrie[6].
  - L’Italie n’est pas préparée à la guerre. Elle n’a aucune artillerie et ne dispose que d’une centaine de mitrailleuses. Les officiers de réserve ou d’active sont peu nombreux, le général Luigi Cadorna se révèle médiocre stratège. Seule la supériorité numérique appartient aux Italiens[9].
- 23-24 mai : bombardement d'Ancône par la flotte austro-hongroise[10].

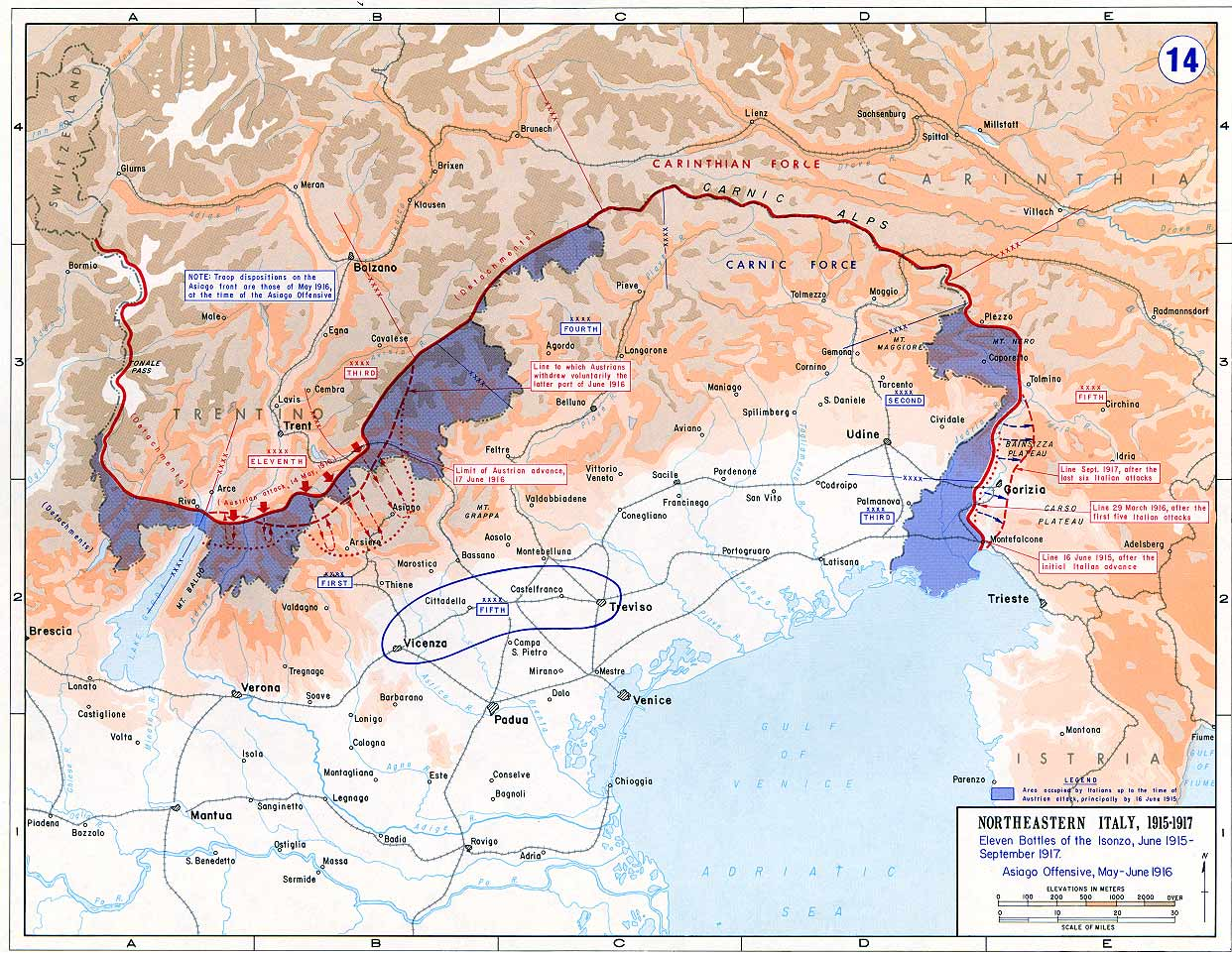
Le front italien, juin 1915-septembre 1917.

- 23 juin : début de l’offensive italienne sur l’Isonzo contre les lignes autrichiennes. Douze batailles sur l’Isonzo de juin 1915 à octobre 1917 coûtent d’énormes pertes en hommes et en matériel[11].

- 7 juillet : fin de la première bataille de l'Isonzo[11].
- 18 juillet : échec italien de la deuxième offensive sur l’Isonzo[11].
- 21 août : l’Italie déclare la guerre à l’Empire ottoman[12].
- 18 octobre-4 novembre : troisième bataille de l'Isonzo[11].
- 19 octobre : l’Italie déclare la guerre à la Bulgarie[13].
- 10 novembre-2 décembre : quatrième offensive italienne sur l’Isonzo que les troupes ne parviennent toujours pas à franchir[11].

## Culture

### Opéras créés en 1915
- 14 janvier : Notte di leggenda, opéra en un acte d'Alberto Franchetti, sur un livret de Giovacchino Forzano est créé au Teatro alla Scala de Milan.

## Naissances en 1915
- 3 mai : Michele Cozzoli, compositeur, chef d'orchestre et arrangeur, connu notamment pour ses musiques de film. († 31 août 1961)

## Décès en 1915
- 24 juillet : Tommaso Villa, 83 ans, homme politique, plusieurs fois président de la chambre des députés et sénateur du royaume d'Italie. (° 29 janvier 1832)
- 4 décembre : Osvaldo Tofani, 64 ans, peintre, aquarelliste, dessinateur, graveur et illustrateur. (° 18 septembre 1849)
- 31 décembre : Tommaso Salvini, 86 ans, acteur de théâtre. (° 1er janvier 1829)